# Illa CpG

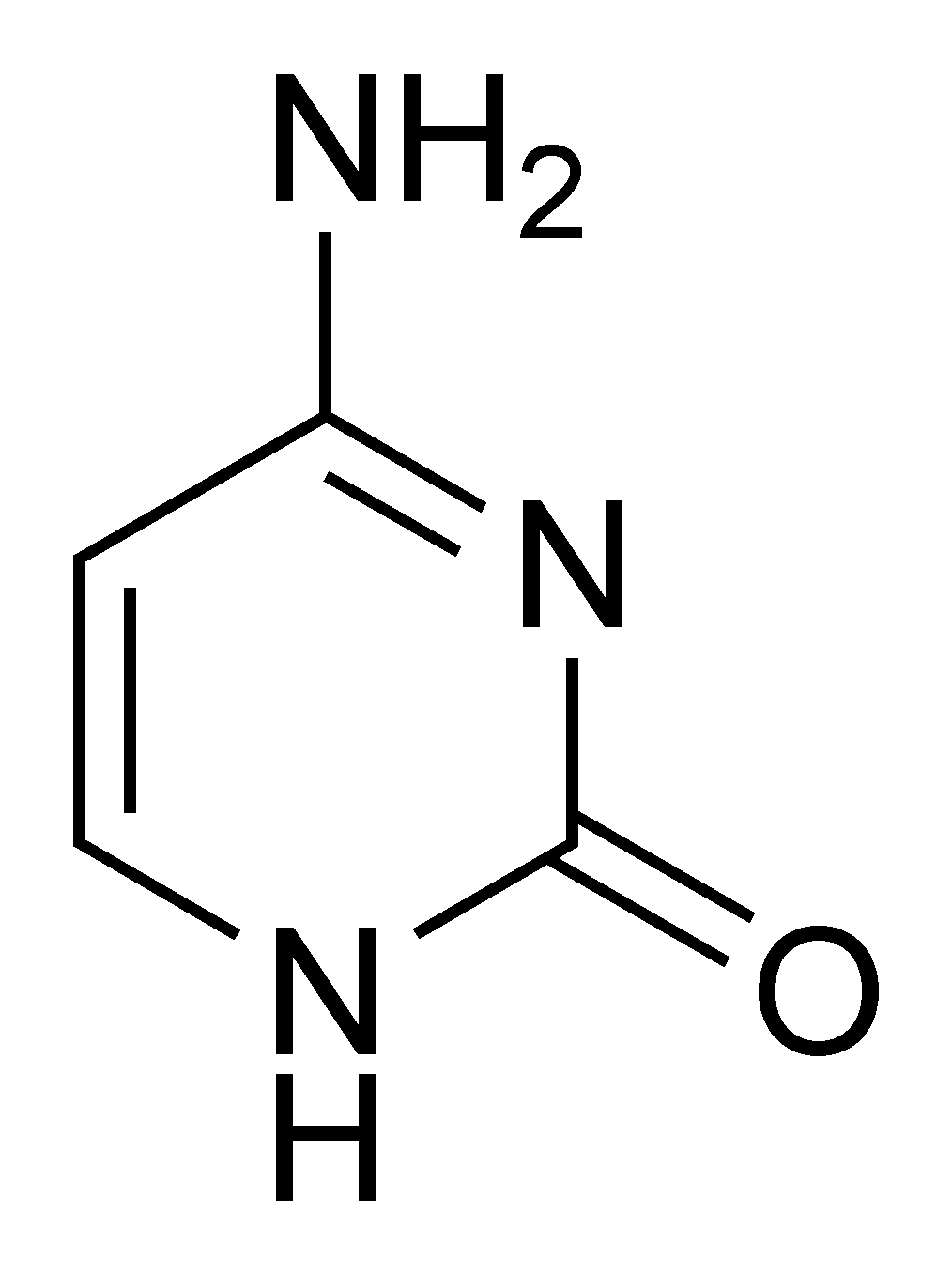
Citosina

Fosfat

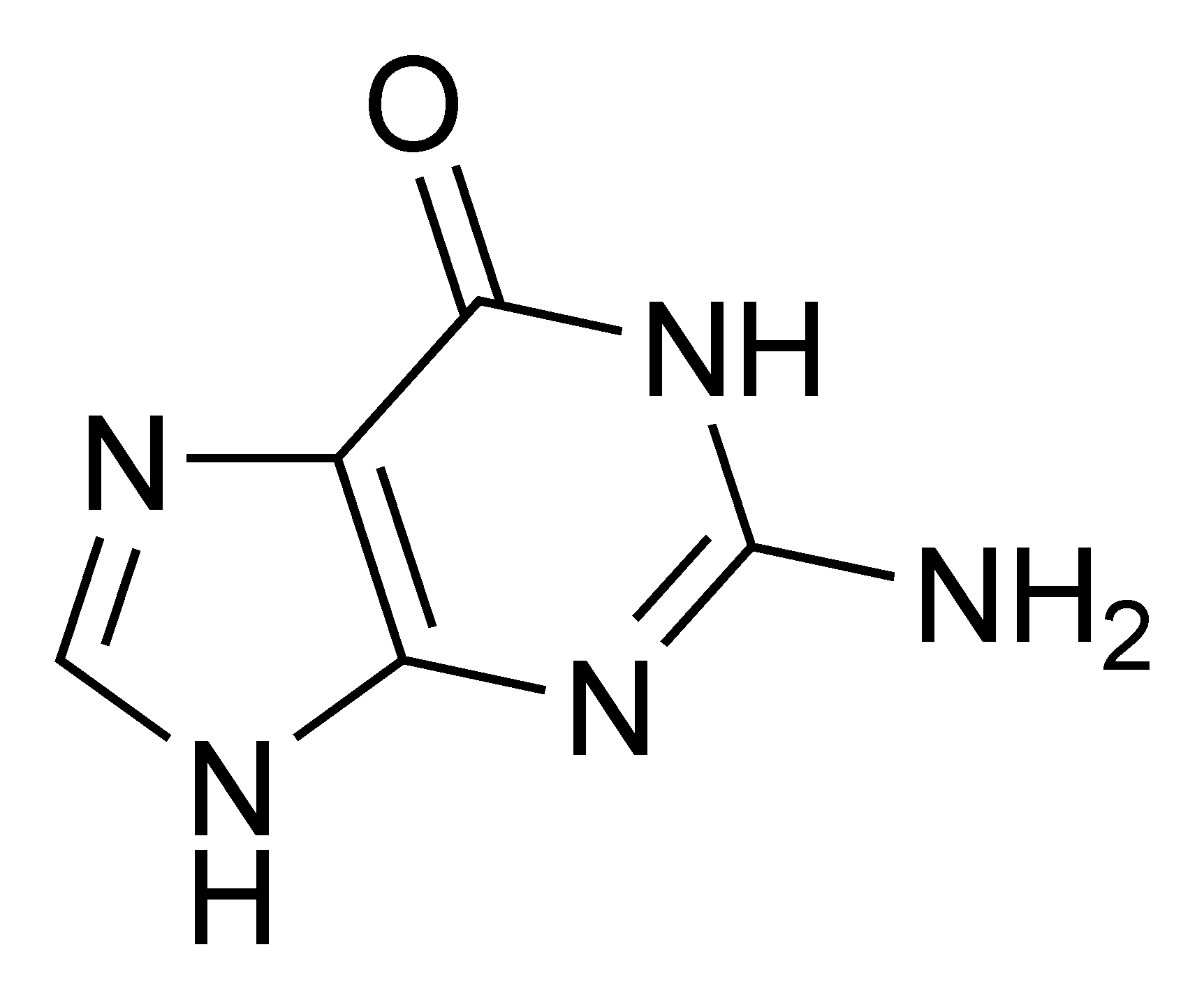
Guanina

Les illes CpG són regions d'ADN que es troben aproximadament en un 40% dels promotors dels gens dels mamífers (en un 70% dels humans). Són regions en les que existeix una gran concentració de parells de citosines i guanines enllaçats per fosfats. La "p" de CpG representa que estan enllaçats per un fosfat. Al diferència dels llocs CpG de la regió codificant d'un gen, en la majoria dels casos, les illes CpG estan desmetilats si els gens estan expressats. Aquesta observació comporta l'especulació de si la metilació de les illes CpG en els promotors dels gens poden inhibir l'expressió d'un gen.
La definició formal d'una illa CpG és una regió amb almenys 200 pb i amb un percentatge de GC més gran de 50 i amb una mitjana de CpG observat/esperat més gran de 0.6.